# Kaple blahoslaveného Podivena (Stará Boleslav)
Barokní kaple bl. Podivena byla ve Staré Boleslavi postavena roku 1738 zásluhou děkana staroboleslavské kolegiátní kapituly Jana Křtitele Frika, snad podle návrhu Kiliána Ignáce Dientzenhofera.

## Historie
Na místě kaple dříve stávala boží muka.
Koncem 18. století byla kaple zrušena a prodána brandýskému panství, které ji pak zapůjčilo vojenskému úřadu. Ten využíval kapli až do roku 1875 jako prachárnu. Tehdy obyvatelé Staré Boleslavi z obavy před požárem žádali, aby byl z bývalé kaple odstraněn střelný prach. Jejich žádosti bylo vyhověno a kaple byla darována zpět staroboleslavské kapitule. Ta ji nechala obnovit a roku 1878 nově vysvětit. V druhé polovině 20. století sloužila kaple dočasně jako pohřební síň. V současné době je majetkem staroboleslavské farnosti a bohoslužby se v ní nekonají. V roce 2010 bylo zahájeno restaurování freskové výzdoby kaple.

## Tradice
Podle tradice stojí kaple na místě, kde bl. Podiven zemřel. Byl to služebník sv. Václava a byl později zabit stejnými vrahy jako jeho pán. Jeho mrtvola pak prý několik let visela neporušená na stromě aniž se jí dotklo jakékoli zvíře. Záhy se začaly dít první zázraky, a tak bylo rozhodnuto o uložení Podivenova těla do země. Později bylo Podivenovo tělo převezeno do Prahy a pochováno nedaleko hrobu sv. Václava v kostele sv. Víta. Osud bl. Podivena zachycují již nejstarší svatováclavské legendy. V době nastupujícího baroka se Podivenův příběh rozšiřuje vyprávěním o Paladiu, které měl Podiven nosit po smrti sv. Václava a před svou smrtí ho ukrýt v místech, kde dnes stojí ve Staré Boleslavi kostel Panny Marie.

## Popis
Jedná se o centrální barokní stavbu na půdorysu kruhu se třemi radiálními, téměř obdélnými kaplovými výklenky. Ústřední válec je zastřešen bání.
Na stropě kaple je umístěna freska z roku 1741, navozující dojem kupole. Freskami od Jana Petra Molitora jsou vyzdobeny rovněž boční kaple. Oltář s obrazem sv. Benedikta je raně barokní ze druhé poloviny 17. století. V kapli byly zavěšeny tři obrazy od Jana Václava Spitzera ze 40. let 18. století, znázorňující sv. Václava s bl. Podivenem, umučení bl. Podivena a téhož světce ukrývajícího Paladium. Všechny tři obrazy objednala pro kapli rodina Wunschwitzů.